# Donny Crevels

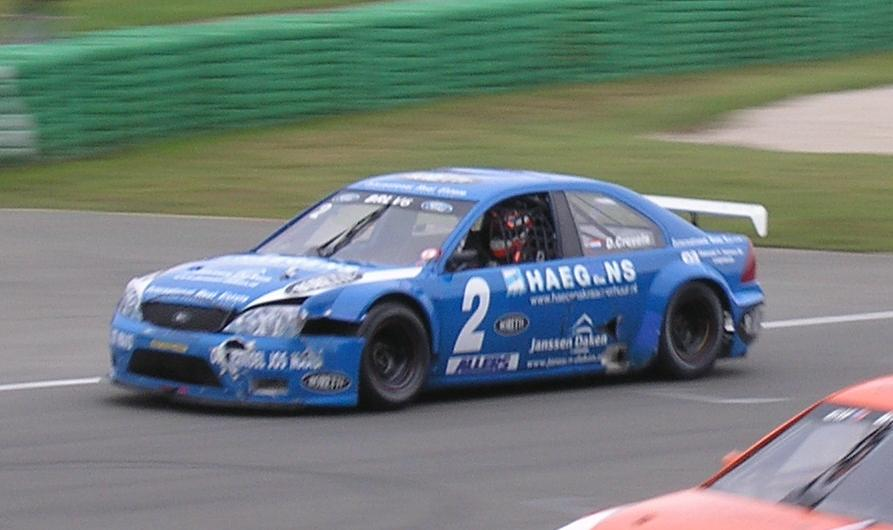
Donny Crevels in actie op het TT Circuit.

Donny Crevels (6 februari 1974 in Amsterdam) is een Nederlands autocoureur. Donny Crevels werd in 1998 kampioen in de Italiaanse Formule 3. Als beloning mocht hij een Formule 1-bolide van het Minardi-team testen.

## Carrière
Op twaalfjarige leeftijd begon 'The Don' met karten. In zijn jeugdige jaren was Crevels altijd in gevecht met F1 coureur Jos Verstappen om de nationale karttitels. Hij won de World Cup Formula K in 1991. In 1994 en 1995 deed hij mee in de Formule Opel Lotus. Hij eindigde beide seizoenen als derde. In 1996 deed hij mee met de Masters of Formula 3, hij werd er dertiende. Hij reed in de Italiaanse Formule 3 in 1998. Hij won dit kampioenschap, hij troefde daarmee onder andere A1GP coureur Ananda Mikola af. Als beloning mocht hij een Formule 1-bolide van het Minardi-team testen. Crevels maakte indruk, maar kon nooit het benodigde sponsorgeld bijeen schrapen om ook daadwerkelijk een seizoen voor Minardi in de Formule 1 te rijden.
Hij stapte hierna over op de sport- en tourwagens. Hij racete in 2001 in de 24 uur van Le Mans. De Dome Judd van Racing for Holland haalde de finish niet in de natste Le Mans ooit. Hierna racete hij in 2002 in de 24 uur van Zolder, met diezelfde auto nam hij ook deel aan de Dutch Supercar Challenge. Hij racete in de V8 STAR in 2003, het laatste seizoen van de V8 STAR. Hij won de race tijdens het Masters of Formula 3 evenement.
In 2004 won hij het eerste seizoen van de BRL V6. Daarnaast racete hij nog een gastrace in de Formule Renault 2.0. 2005 was het jaar dat hij zijn BRL V6 titel moest afstaan aan Jeroen Bleekemolen, Donny werd derde. Daarnaast rijdt hij in de 12 uren van Sebring en de 24 uur van Le Mans, hij reed met een Spyker C8 van het Spyker Squadron. In 2006 reed hij weer in de 24 uur van Le Mans voor het Spyker Squadron, net zoals het voorgaande jaar vielen ze uit. In de BRL V6 ging het voor Donny beter, hij werd tweede. 2007 concentreerde hij zich alleen op de BRL V6. Hij won race 1 tijdens het Dutch Champ Car Grand Prix evenement. Hij werd vierde in het kampioenschap. In 2008 rijdt hij weer in de BRL V6.